# Cephaloleia perplexa
Cephaloleia perplexa es un insecto coleóptero de la familia Chrysomelidae.
Fue descrita científicamente en 1885 por Baly.